# Dräkt (damplagg)

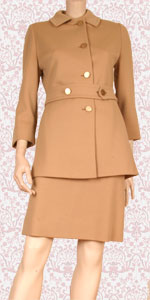
Exempel på dräkt

Dräkt är ett damplagg bestående av jacka och kjol eller byxor, vanligtvis i matchande tyg och färg. Den sistnämnda kombinationen brukar kallas byxdress. Kvinnans dräkt blev modern på 1890-talet, och den imiterade mannens kostym. Trots att dräkten för damer ursprungligen var avsedd för promenadbruk, kom den snart att bli en praktisk klädsel för vissa typer av förvärvsarbetande kvinnor.